# ベルギー合衆国

ベルギー合衆国
Verenigde Belgische Staten (オランダ語)
États-Belgiques-Unis (フランス語)

ベルギー合衆国の位置（1790年）

ベルギー合衆国（ベルギーがっしゅうこく、オランダ語: Verenigde Nederlandse Staten、フランス語: États-Belgiques-Unis）は、1790年1月から12月まで存在した南ネーデルラントの連邦で、ハプスブルク家の神聖ローマ皇帝ヨーゼフ2世に対する反乱を起こし、短期間存続した国家である。英語ではUnited Belgium States、United Belgian States、United Netherlands Statesとも表記され、日本語ではベルギー連合国と表記される場合もある。

## 背景
啓蒙時代の影響を受け、ハプスブルク家の皇帝であるヨーゼフ2世は1780年代にオーストリア領ネーデルラントにおいて大規模な改革を進めた。これは、急速に近代的で中央集権的な政治的、司法的、行政的制度の構築であった。旧式の地方に権力が存在した制度は、全帝国で均一な司法的制度に置き換えられ、オーストリア領ネーデルラントの独立州は9つの地域（Kreitsen）と35の区域（Districten）に置き換えられた。ヨーゼフ2世は教育制度と宗教を分離し、多数の宗教的階級を改革し廃止した。
1789年、皇帝の中央集権的政策に対しての抵抗として、オーストリア領ネーデルラントにおいて反乱が発生した。2つの派閥が発生し、ひとつは「シュタティスツ」（Statists）であり、改革に反対した。もうひとつは「フォンキシュツ」（Vonckists）で最初は改革に賛成したが、その後、改革の開始と実行がうまく進まなかったことから反対に移った。

## 政治
ベルギー合衆国は独自の政府を持っていた8州の連合共和国であり、主権と独立を有して主権議会（オランダ語: Soevereine Congres, フランス語: Congrès souverain）と連合政府によって直接治められていた。主権議会はブリュッセルに置かれ、8州のそれぞれの代表者から構成されていた。
構成州はそれぞれの地域独自のアイデンティティを変えるよりも小さな別々の地域として分けた。
1. ブラバント公国
2. ヘルレ公国
3. リンブルフ公国（英語版）
4. ルクセンブルク公国（英語版）
5. フランドル伯国（英語版）
6. エノー伯国（英語版）
7. ナミュール伯国（英語版）
8. メヘレン領主領（英語版）

## ブラバント
反乱はブラバントで発生した。それは、1789年1月にもはや皇帝の決めた規則は認められないと宣言したもので、ブラバント革命とも呼ばれる。党派のリーダーであるヘンドリック・ファン・デル・ノートはオランダ共和国の国境を越え、ブラバント州の北ネーデルラントにあるブレダで軍を揚げた。

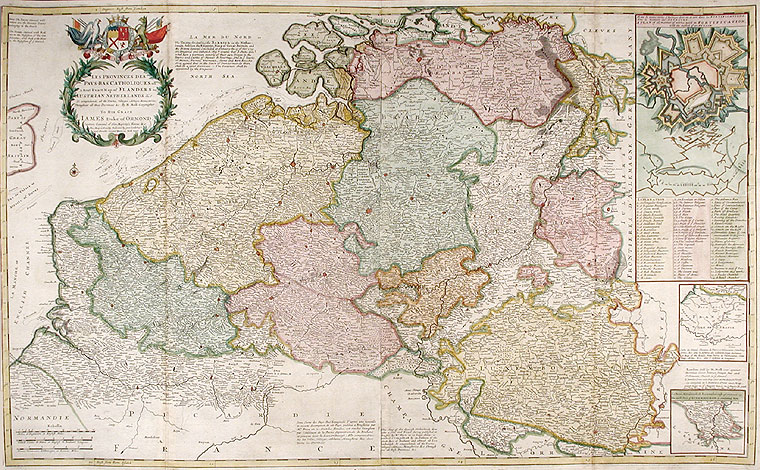
オーストリア領ネーデルラント

ファン・デル・ノートは10月にブラバントへ進軍し、10月27日にターンハウトの戦いでオーストリア軍を破り、ターンハウトを占領した。ヘントは11月13日に占領され、11月17日には帝国のネーデルラント総督に任じられていたテシェン公アルベルト・カシミールとその妃マリア・クリスティーナ大公女（ヨーゼフ2世の妹）がブリュッセルへ逃走した。残った帝国軍はルクセンブルク市とアントウェルペンの城壁の中に撤退した。
ファン・デル・ノートはブラバントの独立を宣言し、他のオーストリア領ネーデルラント（ルクセンブルクを除く）がただちにそれに続いた。1790年1月11日、彼らは和平に調印し、ベルギー合衆国を樹立した。1581年のネーデルラントとスペインの間の宣誓 (en) と1776年のアメリカ独立宣言がベルギー合衆国の条約のモデルとなった。

## 共和国の形成
1789年、まったく別の革命がリエージュ司教領で発生した。革命勢力は共和国を作り、同盟の一種としてベルギー合衆国に合流した。
新しい合衆国のもろさを理解していたファン・デル・ノートは、ネーデルラント連邦共和国に統一の提案と支援を求めて接近したが、うまくいかなかった。また、シュタティスツとフォンキシュツの派閥が対立し、内戦寸前となっていた。
一方、その間にヨーゼフ2世が死去し、弟レオポルト2世が帝位を継いだ。レオポルトはオーストリア領ネーデルラントを奪還するために素早く行動した。10月24日に帝国の軍隊はナミュールを占領し、ナミュール州に皇帝の支配を認めさせた。2日後にウェスト＝フランデレン州もそれに続き、12月までに全ての領土は帝国の手に戻された。
|  |

## 遺産
短命ではあったが、ベルギー合衆国は長期にわたる影響を持った。それは南ネーデルラントに初めて独立というものを与え、「ベルギー」という国家に対する政治的な発想をもたらした。1830年、南ネーデルラントの住民はベルギー独立革命において、ネーデルラント連合王国に対して反乱を起こした。これによって現在のベルギーが成立した。